# Phacodes elusus
Phacodes elusus är en skalbaggsart som beskrevs av Francis Polkinghorne Pascoe 1865. Phacodes elusus ingår i släktet Phacodes och familjen långhorningar. Inga underarter finns listade i Catalogue of Life.